# Shimizu S-Pulse 2013
Questa voce raccoglie le informazioni riguardanti lo Shimizu S-Pulse nelle competizioni ufficiali della stagione 2013.

## Divise e sponsor
La Puma aumenta la presenza del nero nelle divise per le gare esterne; tutti gli sponsor ufficiali sono confermati, ma subiscono un riposizionamento sulla maglia con Japan Airlines che viene spostato sulla manica.
| Manica sinistra · Maglietta · Maglietta · Manica destra · Pantaloncini · Pantaloncini · Calzettoni | Manica sinistra · Manica sinistra · Maglietta · Maglietta · Manica destra · Manica destra · Pantaloncini · Pantaloncini · Calzettoni · Calzettoni |

## Rosa
| N. |                          | Ruolo | Calciatore        |
| -- | ------------------------ | ----- | ----------------- |
| 1  | Giappone (bandiera)      | P     | Akihiro Hayashi   |
| 2  | Corea del Sud (bandiera) | D     | Lee Ki-Je         |
| 3  | Giappone (bandiera)      | D     | Yasuhiro Hiraoka  |
| 4  | Paesi Bassi (bandiera)   | D     | Calvin Jong-a-Pin |
| 5  | Giappone (bandiera)      | D     | Taisuke Muramatsu |
| 6  | Giappone (bandiera)      | C     | Kōta Sugiyama     |
| 7  | Giappone (bandiera)      | C     | Kohei Hattanda    |
| 8  | Giappone (bandiera)      | C     | Hideki Ishige     |
| 9  | Brasile (bandiera)       | A     | Baré              |
| 10 | Giappone (bandiera)      | C     | Yosuke Kawai      |
| 11 | Giappone (bandiera)      | A     | Yuji Senuma       |
| 13 | Giappone (bandiera)      | C     | Toshiyuki Takagi  |
| 14 | Giappone (bandiera)      | A     | Shō Itō           |
| 15 | Giappone (bandiera)      | A     | Hiroki Higuchi    |
| 16 | Giappone (bandiera)      | C     | Mitsunari Musaka  |
| 17 | Giappone (bandiera)      | C     | Ibuki Fujita      |

| N. |                          | Ruolo | Calciatore          |
| -- | ------------------------ | ----- | ------------------- |
| 18 | Corea del Sud (bandiera) | C     | Lee Min-Soo         |
| 19 | Giappone (bandiera)      | C     | Akito Tachibana     |
| 20 | Giappone (bandiera)      | C     | Ryō Takeuchi        |
| 21 | Giappone (bandiera)      | P     | Masatoshi Kushibiki |
| 22 | Giappone (bandiera)      | C     | Kenta Uchida        |
| 23 | Giappone (bandiera)      | A     | Ryōhei Shirasaki    |
| 24 | Giappone (bandiera)      | C     | Makoto Shibahara    |
| 25 | Giappone (bandiera)      | D     | Tomoya Inukai       |
| 26 | Giappone (bandiera)      | A     | Satoru Kashiwase    |
| 27 | Giappone (bandiera)      | D     | Tomonobu Hiroi      |
| 28 | Giappone (bandiera)      | D     | Yutaka Yoshida      |
| 29 | Giappone (bandiera)      | D     | Genta Miura         |
| 30 | Giappone (bandiera)      | D     | Naoya Okane         |
| 31 | Giappone (bandiera)      | P     | Toshiyasu Takahara  |
| 32 | Giappone (bandiera)      | A     | Atomu Nabeta        |
| 33 | Giappone (bandiera)      | A     | Sho Kagami          |

## Calciomercato

### Sessione invernale
| Acquisti | Acquisti           | Acquisti            | Acquisti |
| R.       | Nome               | da                  | Modalità |
| -------- | ------------------ | ------------------- | -------- |
| P        | Toshiyasu Takahara | Consadole Sapporo   |          |
| D        | Tomonobu Hiroi     | Roasso Kumamoto     |          |
| D        | Naoya Okane        | Montedio Yamagata   |          |
| D        | Genta Miura        |                     |          |
| C        | Mitsunari Musaka   | Chūō Daigaku        |          |
| C        | Ibuki Fujita       | Keiō Gijuku Daigaku |          |
| C        | Lee Min-Soo        | Shonan Bellmare     |          |
| C        | Akito Tachibana    | Matsumoto Yamaga    |          |
| C        | Ryō Takeuchi       | Giravanz Kitakyushu |          |
| C        | Kenta Uchida       | Ehime               |          |
| A        | Baré               | Al-Jazira           |          |
| A        | Yuji Senuma        | Tsukuba Daigaku     |          |
| A        | Hiroki Higuchi     | Gifu                |          |
| A        | Sho Kagami         |                     |          |

| Cessioni | Cessioni         | Cessioni            | Cessioni |
| R.       | Nome             | a                   | Modalità |
| -------- | ---------------- | ------------------- | -------- |
| P        | Kaito Yamamoto   | Vissel Kōbe         |          |
| P        | Yōhei Takeda     | Cerezo Osaka        |          |
| P        | Kenpei Usui      | JEF United          |          |
| D        | Shinji Tsujio    | Oita Trinita        |          |
| D        | Kiyotaka Miyoshi |                     |          |
| D        | Kan Song-Ho      | Kyoto Sanga         |          |
| C        | Daigo Kobayashi  | Vancouver Whitecaps |          |
| A        | Genki Ōmae       | Fortuna Düsseldorf  |          |
| A        | Naohiro Takahara | Tokyo Verdy         |          |
| A        | Kim Hyun-Sung    | Seoul               |          |
| A        | Shun Nagasawa    | Matsumoto Yamaga    |          |
| A        | Jymmy França     | Tokyo Verdy         |          |

## Risultati

### Campionato

#### Girone di andata
| Arbitro: | Takayama |

|               |           |                       |
| Aoki 56’, 65’ | Marcatori | 74’ Ishige 84’ Uchida |

| Arbitro: | Kimura |

|  |           |                                                |
|  | Marcatori | 8’ Nakamura 39’ Hyodo 71’, 88’, 90’ Marquinhos |

| Arbitro: | Okabe |

|              |           |               |
| Taketomi 21’ | Marcatori | 64’ Hattanada |

| Arbitro: | Iida |

|  |           |                                                |
|  | Marcatori | 14’ Ishihara 69’ (rig.), 82’ Sato 73’ Mizumoto |

| Arbitro: | Takayama |

|  |           |          |
|  | Marcatori | 70’ Baré |

| Arbitro: | Ogiya |

|               |           |  |
| Muramatsu 80’ | Marcatori |  |

| Arbitro: | Sato |

|          |           |             |
| Baré 33’ | Marcatori | 11’ Ogihara |

| Arbitro: | Kimura |

|  |           |          |
|  | Marcatori | 63’ Baré |

### Coppa Yamazaki Nabisco
| Arbitro: | Sato |

|              |           |          |
| Hattanada 9’ | Marcatori | 32’ Hugo |

| Arbitro: | Minoru Tojo |

|                                                 |           |            |
| Kanazono 6’ Matsuura 21’ Yamazaki 69’, 75’, 90’ | Marcatori | 86’ Ishige |

| Kawasaki 10 aprile 2013, ore 19:00 UTC+9 | Kawasaki Frontale | 0 – 0 referto | Shimizu S-Pulse | Todoroki Athletics Stadium (8 694 spett.)\| Arbitro: \| Murakami \| |
| Arbitro:                                 | Murakami          |               |                 |                                                                     |

| Arbitro: | Tojo |

|                           |           |                           |
| Shimizu 52’ Novakovič 80’ | Marcatori | 55’, 83’ Baré 79’ Hiraoka |